# Lindy Ruff

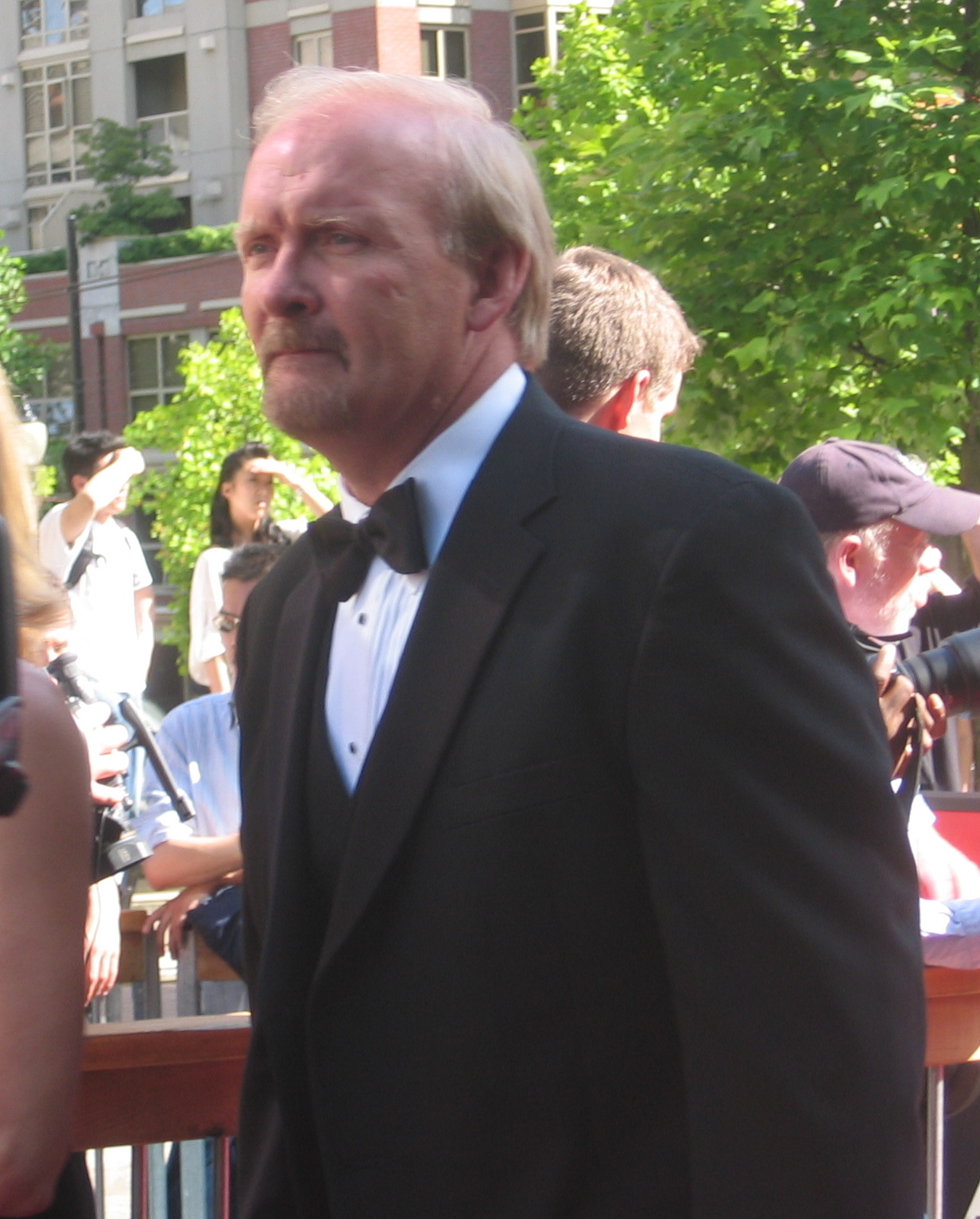
Lindy Ruff 2006.

Lindy Cameron Ruff, född 17 februari 1960 i Warburg‚ Alberta, är en kanadensisk ishockeytränare som är tränare för Buffalo Sabres i National Hockey League (NHL). Han var tidigare huvudtränare för Dallas Stars och New Jersey Devils.
Lindy Ruff har också ett förflutet som spelare i Buffalo Sabres, (lagkapten 86-89.) och New York Rangers. Ruff spelade som vänsterforward och back. På 691 NHL-matcher gjorde han 105 mål och 195 assist för totalt 300 poäng. Han samlade också ihop 1 264 utvisningsminuter.

## Meriter
Jack Adams Award – 2006